# Liste de collèges et d'universités du Dakota du Nord

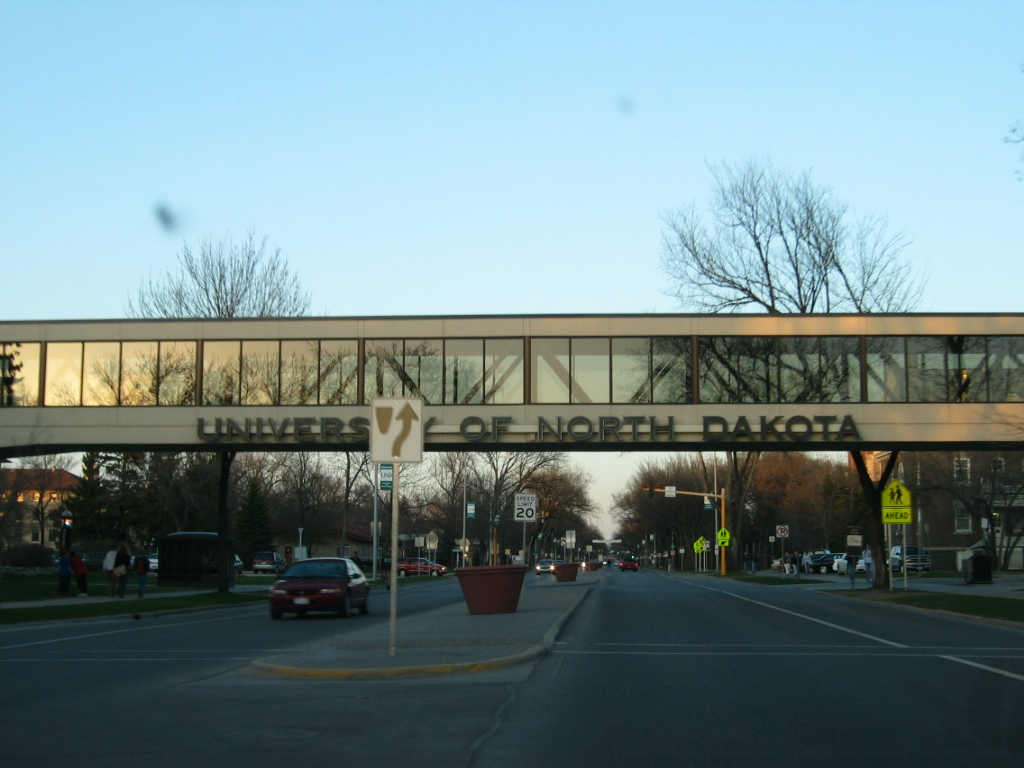
University Avenue en direction de l'université du Dakota du Nord, à Grand Forks.

La liste de collèges et d'universités du Dakota du Nord recense 21 collèges et universités de cet État américain listés par la Carnegie Classification of Institutions of Higher Education (en). 
La plus grande institution est l'université d'État du Dakota du Nord (NDSU) basée à Fargo. En automne 2010, elle compte 14 407 étudiants. La deuxième plus grande institution post-secondaire de l'État est l'université du Dakota du Nord (UND), qui compte à la même période 14 194 étudiants. L'institution la plus ancienne est l'université de Jamestown (en), fondée en 1883 (six ans avant que le Dakota du Nord ne devienne un État).
Le système universitaire du Dakota du Nord comprend 11 colleges, incluant NDSU. On compte également 7 universités privées. La University of North Dakota School of Medicine and Health Sciences (en), partie de l'UND, est la seule faculté de médecine de l'État, alors que l’University of North Dakota School of Law (en) est la seule faculté de droit.
La plus grande partie des institutions post-secondaires du Dakota du Nord (19) sont accréditées par la North Central Association of Colleges and Schools (en) (NCACS). Plusieurs sont accréditées par de multiples agences (en) telles la Commission on Collegiate Nursing Education (en) (CCNE), le National Council for Accreditation of Teacher Education (en) (NCATE), lAccrediting commission de la National League for Nursing (en) (NLNAC), la Société américaine de psychologie (APA) et l'Association américaine de diététique (ADA).

## Glossaire
| Abréviation | Organisme d'accréditation                                    |
| AAMFT       | American Association for Marriage and Family Therapy (en)    |
| AANA        | American Association of Nurse Anesthetists (en)              |
| ABA         | American Bar Association                                     |
| ACPE        | Accreditation Council for Pharmacy Education (en)            |
| ADA         | American Dental Association (en)                             |
| ADA         | Association américaine de diététique                         |
| AOTA        | American Occupational Therapy Association (en)               |
| APA         | Société américaine de psychologie                            |
| APTA        | Conseil de l'Ordre des masseurs kinésithérapeutes            |
| ASHA        | American Speech–Language–Hearing Association (en)            |
| CCNE        | Commission on Collegiate Nursing Education (en)              |
| LCME        | Liaison Committee on Medical Education (en)                  |
| NASAD       | National Association of Schools of Art and Design (en)       |
| NASM        | National Association of Schools of Music (en)                |
| NAST        | National Association of Schools of Theatre (en)              |
| NCACS       | North Central Association of Colleges and Schools (en)       |
| NCATE       | National Council for Accreditation of Teacher Education (en) |
| NLNAC       | National League for Nursing (en)                             |

## Institutions

### Actuelles
| Établissement                              | Lieu            | Statut                 | Type                              | Nombre d'étudiants (automne 2010) | Fondation | Accréditation |
| ------------------------------------------ | --------------- | ---------------------- | --------------------------------- | --------------------------------- | --------- | --- |
| Bismarck State College (en)                | Bismarck        | public                 | Associate's college (en)          | 4 177                             | 1939      | The Higher Learning Commission (en) (NCA)                                                                              |
| Cankdeska Cikana Community College (en)    | Fort Totten     | public                 | Tribal college                    | 220                               | 1974      | The Higher Learning Commission (en) (NCA)                                                                              |
| Dakota College at Bottineau (en)           | Bottineau       | public                 | Associate's college (en)          | 898                               | 1906      | The Higher Learning Commission (en) (NCA)                                                                              |
| Dickinson State University                 | Dickinson       | public                 | Baccalaureate college             | 2 668                             | 1918      | The Higher Learning Commission (en) (NCA), NASM, NCATE, NLNAC                                                          |
| Fort Berthold Community College (en)       | New Town        | public                 | Tribal college                    | 215                               | 1973      | The Higher Learning Commission (en) (NCA)                                                                              |
| University of Jamestown (en)               | Jamestown       | Private not-for-profit | Baccalaureate college             | 972                               | 1883      | The Higher Learning Commission (en) (NCA), NLNAC                                                                       |
| Lake Region State College (en)             | Devils Lake     | public                 | Associate's college (en)          | 1 913                             | 1941      | The Higher Learning Commission (en) (NCA)                                                                              |
| Mayville State University                  | Mayville        | public                 | Baccalaureate college             | 982                               | 1889      | The Higher Learning Commission (en) (NCA), NCATE                                                                       |
| Medcenter One College of Nursing           | Bismarck        | Private not-for-profit | Special-focus institution         | 91                                | 1988      | The Higher Learning Commission (en) (NCA), CCNE                                                                        |
| Université d'État de Minot                 | Minot           | public                 | Master's university               | 3 866                             | 1913      | ASHA, NASM, NCATE, NLNAC                                                                                               |
| North Dakota State College of Science (en) | Wahpeton        | public                 | Associate's college (en)          | 2 833                             | 1903      | The Higher Learning Commission (en) (NCA), ADA, AOTA, NLNAC                                                            |
| North Dakota State University-Main Campus  | Fargo           | public                 | Research university               | 14 407                            | 1890      | The Higher Learning Commission (en) (NCA), ACPE, AAMFT, ADA, CCNE, NASAD, NASM, NAST, NCATE                            |
| Rasmussen College (en)                     | Fargo, Bismarck | Private for-profit     | Baccalaureate/associate's college | 1 765                             | 2006      | The Higher Learning Commission (en) (NCA)                                                                              |
| Sitting Bull College (en)                  | Fort Yates      | public                 | Tribal college                    | 314                               | 1973      | The Higher Learning Commission (en) (NCA)                                                                              |
| Trinity Bible College (en)                 | Ellendale       | Private not-for-profit | Special-focus institution         | 285                               | 1948      | ABHE |
| Turtle Mountain Community College (en)     | Belcourt        | Private not-for-profit | Tribal college                    | 969                               | 1972      | The Higher Learning Commission (en) (NCA)                                                                              |
| United Tribes Technical College (en)       | Bismarck        | Private not-for-profit | Tribal college                    | 600                               | 1969      | The Higher Learning Commission (en) (NCA), NLNAC                                                                       |
| University of Mary (en)                    | Bismarck, Fargo | Private not-for-profit | Master's university               | 3 317                             | 1959      | The Higher Learning Commission (en) (NCA), AOTA, APTA, CCNE                                                            |
| Université du Dakota du Nord               | Grand Forks     | public                 | Research university               | 14 194                            | 1883      | The Higher Learning Commission (en) (NCA), ABA, ADA, AOTA, APTA, APA, ASHA, CCNE, AANA, LCME, NASAD, NASM, NAST, NCATE |
| Valley City State University               | Valley City     | public                 | Baccalaureate college             | 1 285                             | 1890      | The Higher Learning Commission (en) (NCA), NASM, NCATE                                                                 |
| Williston State College (en)               | Williston       | public                 | Associate's college (en)          | 932                               | 1957      | The Higher Learning Commission (en) (NCA)                                                                              |

### Anciennes
| Institution                                          | Lieu       | Statut | Fondation | Fermeture | Notes  |
| ---------------------------------------------------- | ---------- | ------ | --------- | --------- | ------ |
| Assumption College                                   | Richardton | privée | 1899      | 1971      | [ 30 ] |
| Dakota Business College (en)                         | Fargo      | privée | 1890      | 1978      | [ 31 ] |
| North Dakota State Normal and Industrial School (en) | Ellendale  | public | 1899      | 1971      | [ 32 ] |

### Fictive
| Institution     | Lieu   | Statut | Fondation | Notes  |
| --------------- | ------ | ------ | --------- | ------ |
| Peter Schickele | Hoople | privée | inconnu   | [ 33 ] |